# The Cyber House Rules
«The Cyber House Rules» (укр. «Правила кібер-будинку») — дев’ята серія третього сезону анімаційного серіалу «Футурама», що вийшла в ефір у Північній Америці 1 квітня 2001 року.
Автор сценарію: Льюїс Мортон. 
Режисер: Сюзан Діттер. 

## Сюжет
Ліла отримує запрошення на зустріч випускників Коржопільського сиротонаріуму (англ. Cookieville Orphanarium), в якому вона виховувалася. Спершу її лякає думка про зустріч з людьми, що постійно глузували з неї в дитинстві через її одноокість, але згодом ідея похизуватися перед ними своїми життєвими успіхами додає їй рішучості. Разом з друзями Ліла прибуває на зустріч. Утім, колишні товариші, спочатку нібито вражені успіхами Ліли, як і в дитинстві, швидко перемикають увагу на її фізичну інакшість. Натомість, Едлі, об’єкт юнацької закоханості Ліли, а нині — фахівець із лазерної очної хірургії, пропонує їй змінити зовнішність і стати «нормальною». Не зважаючи на протести Фрая, Ліла погоджується. Тим часом Бендер, спокусившись на гарантовану державою матеріальну допомогу в розмірі 100 доларів на тиждень за кожну всиновлену дитину, забирає з собою із притулку цілу дюжину.
Едлі змінює форму єдиного ока Ліли й імплантує їй друге — парафінове. Операція проходить вдало, і Ліла потроху звикає до нового — двоокого життя. Едлі починає зустрічатися з нею, що викликає ревнощі Фрая. Незабаром Едлі повідомляє Лілі, що готовий жити з нею і завести дітей. Пам’ятаючи своє сирітське минуле, Ліла пропонує взяти дитину-сироту. Пара звертається до Бендера, який, зрозумівши, що державна матдопомога не є способом швидкого збагачення, тепер почав розпродавати своїх названих дітей. З усіх дванадцяти Ліла обирає Саллі — дівчинку з третім вухом на лобі. Едлі зауважує, що спершу дівчинці варто зробити операцію задля надання їй «нормального» вигляду. Глибоко обурена Ліла вимагає від нього повернути їй одноокість і, знов ставши циклопом, розриває з ним стосунки (через що Фрай тріумфує).
Бендер, якого заарештували разом із дітьми (список звинувачень надзвичайно довгий), повертає їх до сиротонаріуму разом із чеком на 1200 доларів. На прощання діти дарують йому малюнок, на якому робот зображений в їхньому оточенні. Спершу Бендер реагує демонстративно брутально, але згодом почувається зворушеним. Серія завершується сценою, в якій сироти, обліпивши Бендера з усіх боків, перекидають його на землю.

## Послідовність дії
- Наприкінці серії сиротонаріум перейменовують на честь Бендера. Проте в подальших серіях ця назва не фігурує.

## Пародії, алюзії, цікаві факти
- Назва серії пародіює заголовок роману Джона Ірвінґа «Правила сидрового будинку» (англ. The Cider House Rules) і однойменного фільму 1999 року, сюжет яких обертається навколо сирітського притулку. Також у серії звучить парафраз однієї з найвідоміших цитат із цих творів: «Добраніч, принци Мену і королі Нової Англії», в якій «Нову Англію» замінено «Новою Новою Англією». В українському перекладі цитату було змінено (див. нижче).
- Назва магазину-оптики «Eye Robot» (укр. Очний робот) є алюзією на заголовок збірки оповідань Айзека Азімова «Я, робот» (англ. I, Robot) — англійською ці назви звучать однаково. Заголовок цієї книжки вже було раніше обіграно в серії «I, Roommate».
- Морбо і Лінда ведуть передачу «Доброго ранку, Земле» — пародію на ранкове шоу «Доброго ранку, Америко».
- У сцені, де Ліла виходить із оптики «Очний робот», грає пісня «Pretty Woman» (укр. «Красуня»).

## Особливості українського перекладу
- Фрай до Ліли: «Ти краща за нормальну — ти наднормальна!» (англ. abnormal — ненормальна).
- Бендер називає своїх названих дітей «бендерятами» і готує для них «бендерброди».
- Вкладаючи дітей спати, Бендер бажає їм: «Добраніч, маленька принцесо, і ти, мій хоробрий ковбою!»